# Traceur isotopique
Ne doit pas être confondu avec Radiotraceur.
Les traceurs isotopiques sont utilisés en chimie, en hydrochimie, en géochimie isotopique et en biochimie afin de mieux comprendre certaines réactions chimiques, interactions ou la cinétique environnementale de certains éléments. Les processus biologiques, physiques et chimiques induisent en effet une répartition différentielle des isotopes légers et lourds, comportement appelé fractionnement isotopique. Le traçage isotopique utilise cette propriété des traceurs isotopiques.

## Traçage isotopique
Dans cette technique, un ou plusieurs atomes de la molécule qui intervient dans la réaction étudiée est remplacé par un autre isotope du même élément chimique (cet isotope est souvent radioactif). 
Comme par définition cet isotope a le même nombre de protons et d’électrons que l’atome auquel il se substitue, il se comporte d’un point de vue chimique presque exactement comme ce dernier, et n’interfère pas, à quelques exceptions près, avec la réaction étudiée. 
Comme il n’a pas le même nombre de neutrons, il peut cependant être distingué des autres isotopes du même élément.
La RMN permet en effet non seulement de distinguer un isotope mais également de les localiser, dans un organe ou un organisme ou l'environnement par exemple. 
La spectrométrie de masse ou l’autoradiographie peuvent également être utilisées pour distinguer un isotope.

## Utilisations
La résonance magnétique nucléaire (RMN)
Traceurs radioactifs industriels : le principe du traçage est le marquage de quelques produits d’une population ; il permet l’étude du comportement global de cette population. Les traceurs radioactifs sont particulièrement performants car ils marquent l’entité élémentaire qu’est l’atome et permettent une détection facile.
Exemples d'utilisation :
- marquage d’un liquide ou d’un gaz par un émetteur gamma permettant la recherche de fuites sur des canalisations ;
- marquage d’une pièce de moteur permettant grâce à la mesure de la radioactivité de l’huile de graissage d’évaluer l’usure des constituants.
- Iode 131 : étude du comportement de la thyroïde ;
- Tritium : suivi du métabolisme des médicaments dans le corps ;
- Phosphore 32 : exploration de l'absorption par les plantes des engrais phosphatés du sol.

## Histoire
La méthode a été imaginée dès 1913 par George von Hevesy, qui a étudié le comportement du plomb 210 radioactif dans une plante et celui du bismuth radioactif ingéré par un rat. À cette époque la méthode est cependant limitée par le fait que les seuls isotopes radioactifs connus sont des isotopes d'éléments lourds. Cela change avec la découverte en 1934 par Irène et Frédéric Joliot-Curie du phosphore 30 et avec lui des premiers radioisotopes synthétiques qui permettent d'envisager l'utilisation de traceur isotopique pour presque tous les éléments chimiques.